# Rhipidia (Rhipidia) eliana
Rhipidia (Rhipidia) eliana is een tweevleugelige uit de familie steltmuggen (Limoniidae). De soort komt voor in het Neotropisch gebied.